# Sporastatia
Sporastatia A. Massal. (bruzdniczka) – rodzaj grzybów z rodziny Sporastatiaceae. Ze względu na współżycie z glonami zaliczany jest do grupy porostów. W Polsce występują 2 gatunki.

## Systematyka i nazewnictwo
Pozycja w klasyfikacji według Index Fungorum: Sporastatiaceae, Lecanorales, Lecanoromycetidae, Lecanoromycetes, Pezizomycotina, Ascomycota, Fungi.
Synonimy nazwy naukowej: Gyrothecium Nyl.
Nazwa polska według W. Fałtynowicza.

## Niektóre gatunki
- Sporastatia polyspora (Nyl.) Grummann 1963 – bruzdniczka wielozarodnikowa
- Sporastatia testudinea (Ach.) A. Massal. 1855 – bruzdniczka skorupkowata

Nazwy naukowe na podstawie Index Fungorum. Uwzględniono tylko taksony zweryfikowane. Nazwy polskie według W. Fałtynowicza.